# Маркар, Корина
Кори́на Ма́ркар (англ. Corina Marquardt) — американская кёрлингистка.
В составе женской сборной США участник чемпионата мира 2000 года (заняли шестое место). Чемпион США среди женщин.

## Достижения
- Чемпионат США по кёрлингу среди женщин: золото (2000).

## Команды
| Сезон   | Четвёртый | Третий    | Второй       | Первый          | Запасной                            | Турниры                        |
| ------- | --------- | --------- | ------------ | --------------- | ----------------------------------- | ------------------------------ |
| 1999—00 | Эми Райт  | Эми Бечер | Джони Коттен | Натали Сименсон | Корина Маркар тренер: Роберт Фенсон | ЧСШАЖ 2000 · ЧМ 2000 (6 место) |

(скипы выделены полужирным шрифтом)